# I-52
El I-52 fue un submarino transoceánico de transporte, perteneciente al tipo C3 de los submarinos japoneses de Primera Clase. Fue hundido por un avión torpedero Grumman TBF Avenger del portaaviones de escolta estadounidense USS Bogue (CVE-9), frente a África occidental en 1944. Llevaba mercancías de intercambio en una de las llamadas  Misiones Yanagi: oro, estaño, caucho, opio, quinina y otros artículos.

## Historia

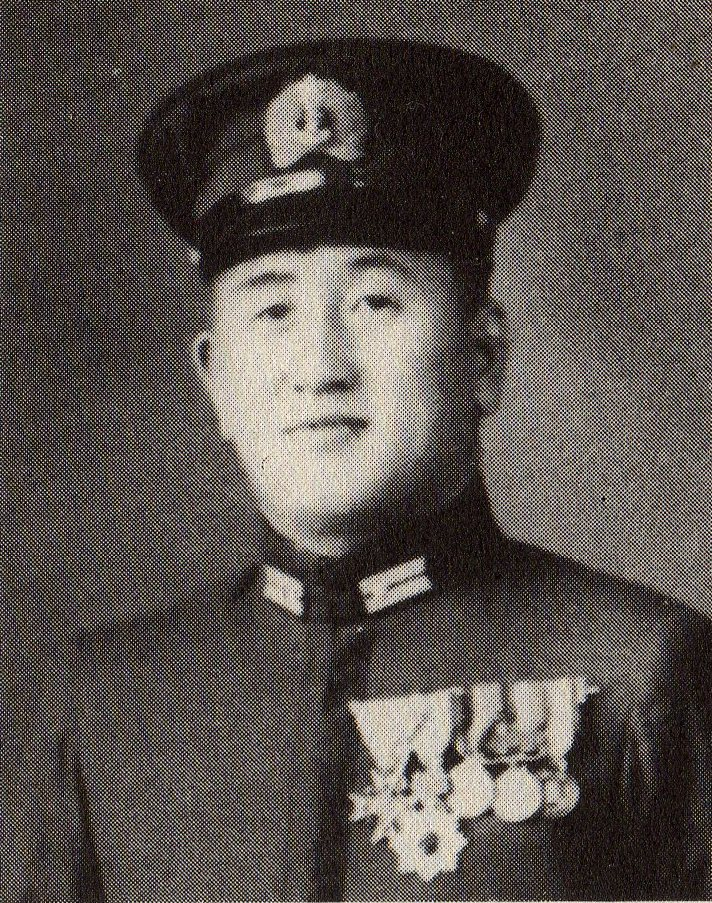
Comandante Uno Kameo

En 1944, en Kure-Japón se carga en los muelles el flamante submarino transoceánico I-52 de apenas un año de existencia, los obreros de la dársena lo están cargando con hule, molibdeno, opio, estaño, quinina, tungsteno y además lingotes de oro.
Es el último cargamento Yanagi que efectuará el Japón para Alemania: solo dos submarinos han tenido éxito en llegar a Alemania, el I-8 y el I-30, otros dos yacen en el fondo del mar. Los constructores y marinos japoneses ignorar que el formidable submarino transoceánico de 100 m de eslora adolece de un defecto mortal, es muy ruidoso.
En Singapur fue abordado por 8 civiles y además otros siete ingenieros japoneses de la Nihan Kogaku KK y de la Mitsubishi Instrument Co., para familiarizarse con las Schnellboot alemanas (torpederos) y de las cuales Japón aún carecía. El 1 de mayo de 1944, zarpó de Kure con destino a Singapur con 84 marineros y 11 oficiales, lo comanda Uno Kameo.
Los servicios de inteligencia americanos lo señalaron y registraron los movimientos del I-52 en Singapur pauteando su salida.
Salió de Singapur y para el 15 de mayo rodeando el extremo africano, solo repostó aire fresco en superficie de noche, de día navegaba sumergido. 
El submarino emitía cada noche una señal breve que era captada por los servicios americanos sin saber los japoneses que el Código Púrpura japonés y el Código Enigma alemán han sido descifrados.
Ya en el Atlántico, el 3 de junio emerge y emitió una señal en clave en onda corta y espera una señal de respuesta.
Recibió una señal corta y volvió a sumergirse. El 15 de mayo de 1944, emerge de noche y emitió otra señal a Berlín. Hasta ese momento, para los japoneses el I-52 parece no haber incurrido en ningún fallo de seguridad.
El 23 de junio al atardecer hizo un encuentro con el sumergible alemán U-530(Ver nota) en medio del Atlántico. Desde el sumergible alemán, fueron transbordados tres técnicos alemanes de apellidos Schafer , Schulze y Behrendt que fungirán respectivamente como práctico, operador de un detector de señales de radar tipo Naxos FUMO-MB7 que es instalado al momento del transbordo y el último técnico en comunicación.
El U-530 se sumergió y partió rumbo al oeste, mientras que el I-52 decidió navegar en superficie de noche, probablemente confiando en la tecnología del nuevo detector de radar germano, el cual probablemente estaba instalándose, (ese sería el único y fatal error del capitán japonés Uno Kameo). Su perfil en superficie es captados por el radar de un avión americano comandado por el teniente Jesse D. Taylor, proveniente del portaaviones de escolta USS Bogue. La señal es clara y se dirige a investigar, aparentemente el detector de señales de radar alemán a bordo del I-52 no hizo su papel en ese momento crucial, o no estaba aún instalado y operativo.
Llegó a la zona cercana y se lanzaronn boyas de detección sonoras, estas captan una señal muy distinta a la de un U-boot alemán, esta es más mucho más ruidosa.

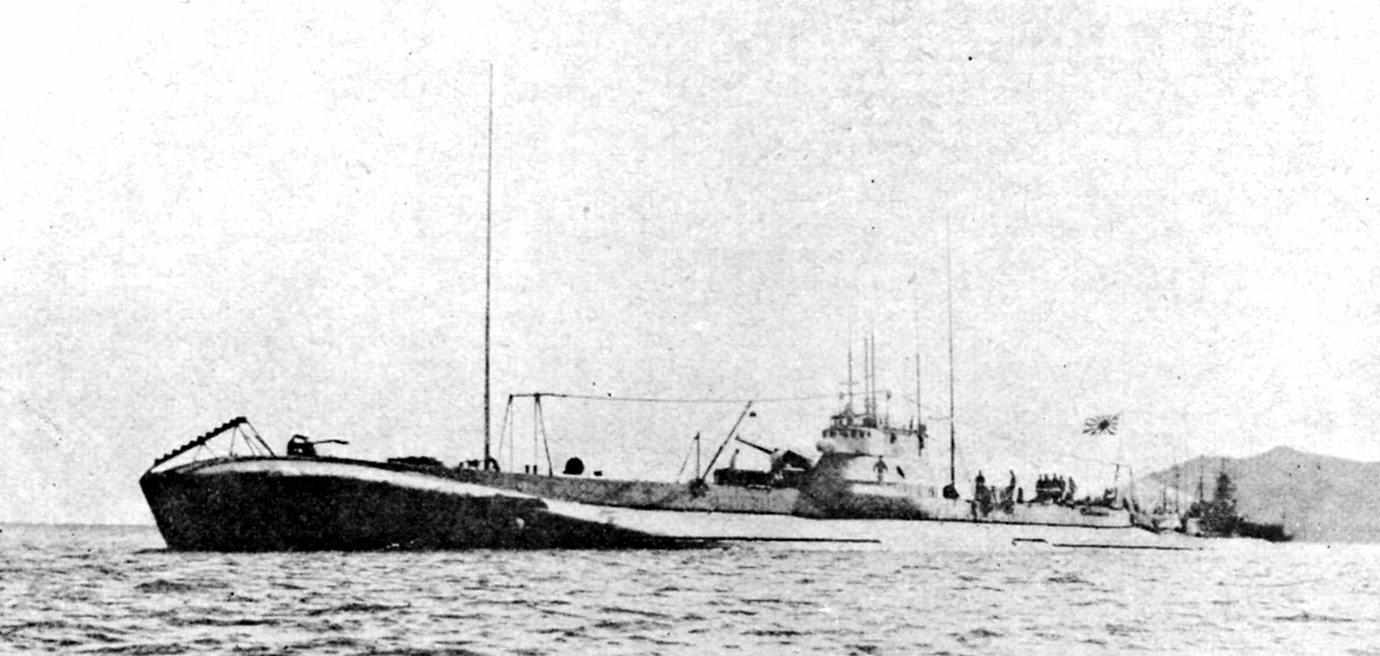
Submarino tipo C3 I-55, gemelo del I-52.

Ya avanzada la noche, el Avenger pilotado por el teniente Jesse Taylor sorprendió al I-52 en superficie, la escena es sobrecogedora, el submarino es enorme y deja una gran estela. Lanza una bengala lenta sobre la enorme mole y se prepara a atacar.
El I-52 es sorprendido con tripulantes en la cubierta que corren a las escotillas del puente, se prepararon para sumergirse lo más rápido posible, los vigías despejaron las cubiertas, los japoneses no hicieron ningún intento de ametrallar al atacante, ya no hay tiempo, el I-52 hace una inmersión de emergencia y el Avenger le lanzó dos cargas de profundidad en una primera pasada antes de desaparecer de la superficie, una estalla muy cerca de la torre.
El Avenger vuelve al lugar y solo se ve el final de la estela, el submarino ya está a 80 m de profundidad. Se suelta un torpedo acústico Mark-24 y el atacante se queda dando vueltas a la escucha de las boyas sonoras quienes transmiten los ruidos submarinos. Se aprecia el sordo y estruendoso sonido de las hélices.
Tres minutos después, se percibe un gran explosión submarina y el ruido de mamparos rompiéndose.
La misión ha terminado con éxito para los americanos.  El U-530  emerge al escuchar la detonación emerge para ver si puede rescatar náufragos; pero es atacado igualmente logrando escapar con graves averías a Alemania.[cita requerida]
El USS Bogue se acerca por la mañana al sector y encuentra cientos de trozos de hule flotando, restos humanos y petróleo.
Un mes más tarde, Karl Doenitz reconoce que el I-52 está perdido.
Notas: Algunas bibliografías indican al U-530 como el submarino alemán encontrado y otras el U-853.  Asimismo, se sindica al I-52 como portador de uranio enriquecido; pero no hay evidencias al respecto.

## Restos
En 1995, los restos del I-52 fueron descubiertos por un aventurero estadounidense, Paul Tidwell, que atraído por la carga en oro valuada en US $25 000 000 supuesta del submarino japonés ubicó los restos del naufragio.
Paul Tidwell contrató los servicios del buque oceanográfico ruso Akadémik Mstislav Kéldysh, el mismo que filmó los restos del RMS Titanic, ubicándolo a más de 5240 m de profundidad; no se halló el cargamento de oro, pero se rescataron algunas pertenencias personales que fueron llevadas a Japón con el consentimiento del gobierno nipón.
El submarino está relativamente bien preservado, se presenta roto en tres partes; a proa el casco de presión está completamente abierto, a popa se observó el daño del torpedo, y en la torre cónica se observaron los daños (mínimos) de la carga de profundidad arrojada.